# Lampona finnigan
Lampona finnigan là một loài nhện trong họ Lamponidae. Loài này được phát hiện ở Queensland.